# Kapavica
Kapavica (cyr. Капавица) – wieś w Bośni i Hercegowinie, w Republice Serbskiej, w gminie Ljubinje. W 2013 roku liczyła 23 mieszkańców.